# Super Bock
La Super Bock est une entreprise de bière portugaise fondée à Porto en 1927. Elle appartient au groupe Super Bock Group.
Elle est la bière la plus populaire du Portugal (42 % des ventes).
Elle est également commercialisée dans 21 pays dont :
le Luxembourg l'Angola, l'Espagne, le Mozambique, la France, le Royaume-Uni, l'Allemagne , la Belgique et la Suisse.
Elle est le sponsor officiel du Sporting Portugal et du FC Porto. 
En 2019, la marque est devenue sponsor officiel du Montreux Jazz Festival qui a lieu chaque été en Suisse au bord du lac Léman, remplaçant ainsi Heineken qui était un sponsor de longue date.

## Styles de bières
- Original : (5,2 %) blonde
- Classica : (5,8 %) blonde
- Abadia : (6,4 %) brune
- Stout : (5 %) noire
- Green : (4 %) verte
- Tango : (4 %) rouge
- Selecção 1927 : (7 %) noire
- Super Bock S/Álcool Original : (0,5 %) blonde
- Super Bock Sem Álcool Preta : (0,5 %) noire

## Médailles
Elle a gagné 37 médailles consécutives. C'est une des bières les plus médaillées au monde.
Elle reste la bière emblématique et la plus consommée dans le Nord du Portugal.

## Anecdotes
Elle sponsorise le festival de rock et de metal Super Bock Super Rock.
Wayne Rooney a fait la publicité de la bière en 2004 lors de l'Euro 2004 en rajoutant : La Super Bock est la meilleure des bières.